# Răscoala lui Horea, Cloșca și Crișan

Horea, Cloșca și Crișan
Basorelief pe Obeliscul lui Horea, Cloșca și Crișan din Alba Iulia

Răscoala din 1784, numită și „Răscoala lui Horea, Cloșca și Crișan”, a fost o importantă acțiune de revoltă a țărănimii iobage din Transilvania împotriva constrângerilor feudale la care era supusă. La ea au participat iobagi români, maghiari, sași de pe domeniile nobililor și statului, mineri din Munții Apuseni și ocnele din Maramureș, meșteșugari, preoți etc. Răscoala a pus în discuție statutul de tolerați în Transilvania imperială al românilor, ceea ce i-a conferit și un caracter național. A izbucnit la 2 noiembrie 1784, în satul Curechiu, Hunedoara, și s-a încheiat la sfârșitul lui decembrie 1784, când Horea și Cloșca au fost capturați de către autorități.

## Situația dinaintea răscoalei

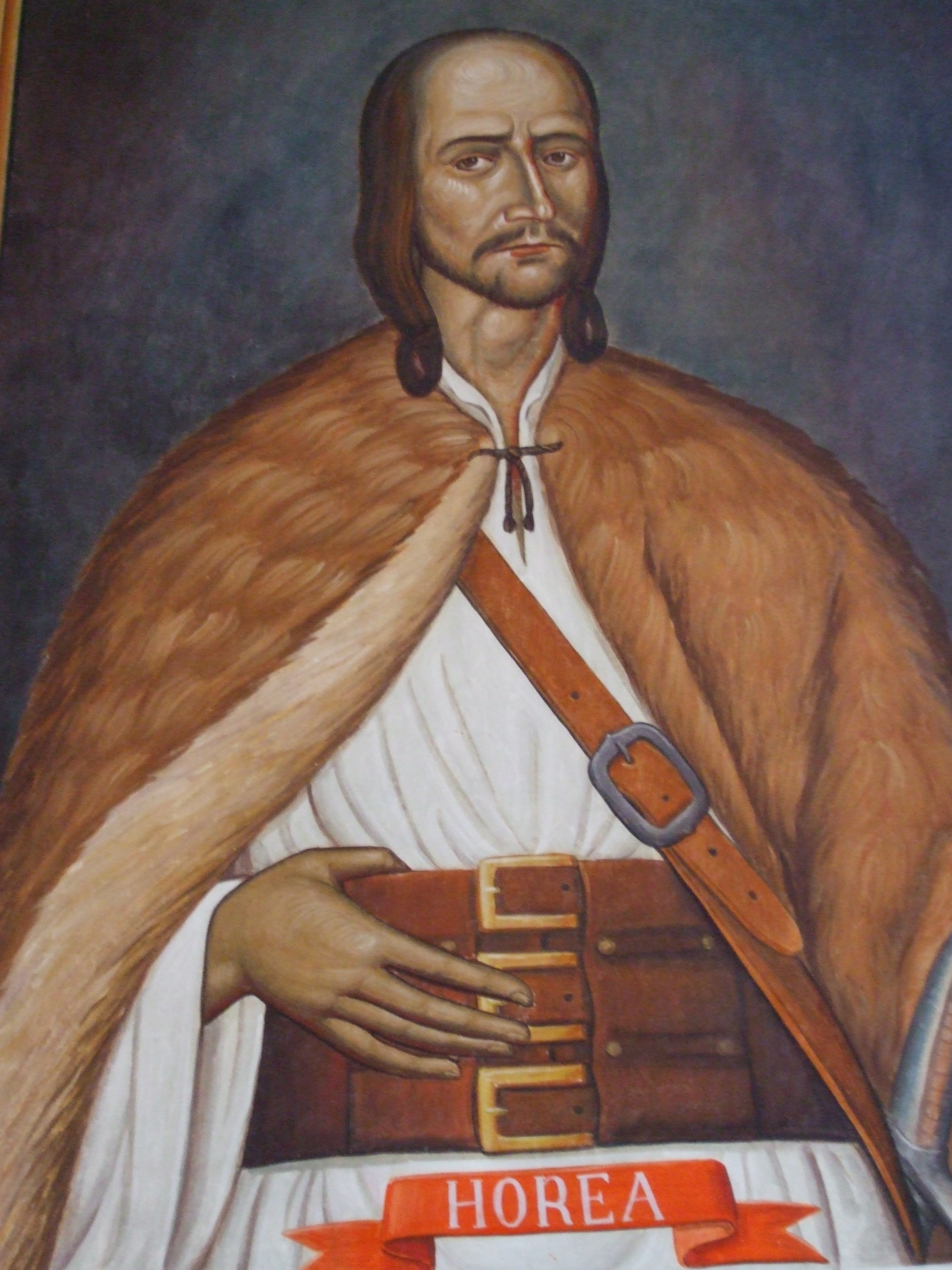
Vasile Ursu Nicola - după portretul aflat la biserica din comuna natală

Numărul zilelor de muncă ale iobagilor ajunsese la patru la săptămână cu brațele, trei cu animalele și două pentru jeleri. Asupra țăranilor apăsau și o serie de dări: zeciuiala din produsele agricole și animale, plocoanele, cărăușiile, cazarea funcționarilor ce încasau birurile, încartiruirea militarilor. Nobilimea deținea monopolul vânatului, morăritului și pescuitului, a preluat păduri, pășuni și multe terenuri agricole ceea ce îi nemulțumea pe țărani. Au mai fost supuși unor obligații privind mineritul, construirea de cuptoare, transportul lemnului și al minereului, ca și la plata unor impozite. Iobagii aveau voie să se căsătorească numai cu aprobarea nobililor.

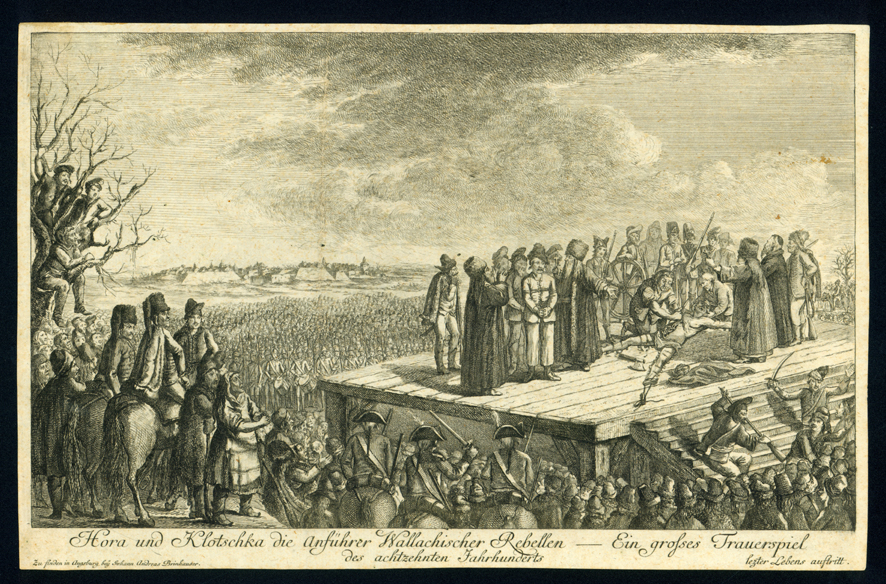
Execuția lui Horea și Cloșca

Deși împărăteasa Maria Terezia numise în anul 1761 un episcop ortodox al Transilvaniei în persoana lui Dionisie Novacovici, măsura nu a avut imediat efectele scontate. Fiul ei, Iosif al II-lea, coregent, a ajuns prima oară în Transilvania pe când era asociat la tron, în 1773. În timpul călătoriei a adunat un număr impresionant de petiții, cam 19.000, la fel întâmplându-se și cu prilejul celei de-a doua călătorii, din 1783. Conducătorul răscoalei, Horea, a fost de patru ori la Viena pentru a-i prezenta împăratului nedreptățile la care sunt supuși țăranii români din Transilvania, ultima audiență fiind în aprilie 1784.
În vara anului 1784 s-a dispus de către împăratul Iosif al II-lea o conscripție militară, în cadrul regimentelor de graniță; cei înrolați urmau să primească arme și să nu mai facă slujbe iobăgești, iar pământurile și casele pe care le aveau în folosință vor deveni ale lor. Numărul celor care doreau să se înscrie a depășit însă cu mult așteptările autorităților. Conscripția a fost anulată de guvernatorul Transilvaniei Samuel von Brukenthal, sub presiunea nobililor maghiari care își simțeau amenințate privilegiile de clasă, ceea ce i-a nemulțumit și mai mult pe țărani.

## Izbucnirea răscoalei
În ziua de 28 octombrie 1784, la târgul săptămânal din Brad, a venit Crișan cu vestea că Horea a adus noi porunci de la împărat, pe care le va comunica în duminica viitoare (31 octombrie 1784), la biserica din Mesteacăn, îndemnându-i pe iobagi ca în acea zi să vină cât mai mulți, sau cel puțin 4-5 din fiecare sat. Duminică se întruniră circa 500- 600 de țărani iobagi, iar Crișan le arătă o cruce aurită, susținând că a fost primită de Horea de la împărat ca semn că este împuternicit să îndrume pe iobagi să-și hotărască singuri soarta de a rămâne în continuare iobagi sau de a se înscrie grăniceri în regimentele împărătești. Iobagii, la îndemnul lui Crișan, se hotărâră să plece la Alba Iulia pentru a se pune în slujba împăratului.
Oamenii pornesc spre Alba Iulia peste munte, ocolind orașul Brad, ca să nu fie opriți de nobilii maghiari, și înnoptează în satul Curechiu. În timpul nopții sunt atacați de trupele de husari, pe care însă le înving și le dezarmează. Atacul a schimbat planurile răsculaților, care s-au întors spre Brad. Ei au atacat, în ziua de 3 noiembrie 1784, curtea nobiliară Kristyory din Crișcior. Apoi, o parte din ei au urcat în amonte, spre Abrud, prin Mihăileni, iar o altă grupă a coborât în aval, cucerind Bradul, Baia de Criș, Ribița, Hălmagiu, Hălmăgel, Ociu Aciuta și Pleșcuța.

## Desfășurarea
Mișcarea începută în Comitatul Zarand se întinde și în comitatul Hunedoara. În ziua de 4 noiembrie 1784, cete de țărani ard castelul baronului Anton Iosika din Brănișca pe valea Mureșului, iar în cele 2 zile următoare țăranii distruseră și arseră toate curțile nobililor din comunele Sulighet, Bretea, Ilia, Sârbi, Gurasada, Tătărești, Leșnic, Dobra, Roșcani, Geoagiu de Jos etc. O mulțime de nobili, preoți și civili au fost batjocoriți și uciși de răsculați. Țăranii veniți din Zarand îi pun în mișcare și pe iobagii de pe Valea Streiului și din Țara Hațegului, unde de asemenea mulțimea țăranilor răsculați devastează și dă foc edificiilor nobililor din aproape toate comunele până la granița cu Țara Românească. Înaintarea cetelor de răsculați a fost însoțită de distrugeri, și omoruri.
La 5 noiembrie răscoala ajunse la marginea orașului Deva, dar eșuează în încercarea de a cuceri orașul. La 11 noiembrie, Horea adresează nobilimii refugiate în oraș un ultimatum, care rezuma ideile politice și sociale ale răscoalei (deși istoricii au arătat că documentul nu a putut să fie redactat de liderii răscoalei, care nici nu erau în zona respectivă și nici nu știau să scrie; mai mult, documentul este identic cu un act redactat la curtea imperială de la Viena, o propunere a consilierului Borie, trimisă Mariei Tereza):
„Nobilul comitat, împreună cu toți stăpânii de moșii și cu toată seminția lor, să jure pe cruce; nobili să nu mai fie, ci fiecare dacă va putea găsi o slujbă să trăiască din aceea. Nobilii stăpâni pe moșii să părăsească odată pentru totdeauna moșiile nemeșești. Și ei să plătească dare ca poporul de rând. Dacă comitele și nobilii stăpâni de moșii se vor învoi la aceasta, țăranii le făgăduiesc pace, iar în semnul păcii să ridice pe cetate, pe la marginile orașului, pe prăjini cât mai înalte, steaguri albe”
Programul cerea și eliberarea țăranilor arestați, preconiza eliberarea națională și organizarea, după planurile lui Horea, a unei „republici populare”.
Răscoala s-a întins, ajungând și în părțile Aradului și Sibiului, la ea participând și țărani sași și maghiari. Pentru a câștiga timp, autoritățile militare și civile au semnat armistiții cu răsculații la Tibru, Valea Bradului și Sălciua. La Brad (27 noiembrie 1784), Lupșa și Râmeț (29 noiembrie) au avut loc lupte grele între răsculați și trupele imperiale, succesul favorizându-i pe țărani. Dar, la 7 decembrie, țăranii au fost învinși la Mihăileni, iar peste o săptămână, Horea a cerut oamenilor să se retragă la casele lor pe timp de iarnă.

## Înfrângerea răscoalei și execuția
Pentru a-l prinde pe Horea, nobilii au pus pe capul lui un premiu de 300 de galbeni. Pasurile de trecere în Țara Românească și Moldova erau riguros supravegheate, ca nu cumva capii revoluției să fugă acolo. Guvernul din Viena a intervenit și la Constantinopol, pentru ca turcii să nu dea azil răsculaților transilvani. Prin trădare, la 27 decembrie 1784, de către pădurarul Anton Melzer din Abrud , Horea și Cloșca au fost prinși în pădurea Scorușetului din Munții Gilăului. Academicianul David Prodan amintește că, în momentul prinderii, „Horea scoase o mînă de hîrtii din sîn și le aruncă în flăcări. Țăranii, ocupați fiind cu legarea, nu le-au putut salva”. Este vorba despre țăranii Ștefan Trif și Nuțu Matieș, alături de alți 5 țărani care au participat la prinderea lui Horea. În 30 ianuarie 1785 a căzut prizonier și Crișan, vândut de nouă țărani din Cărpeniș, căpeteniile lor fiind preoții ortodocși din acel sat, tată și fiu (Popa Moise/ă și Popa Moise/ă cel Tânăr) . Arestații au fost depuși la Alba Iulia.
S-a constituit o comisie de anchetă, condusă de baronul Anton Iankovic, care a cercetat desfășurarea răscoalei și pe cei trei conducători ai acesteia.
- Crișan s-a spânzurat în închisoare, iar Horea și Cloșca au fost supuși celei mai grele pedepse prevăzută de Constitutio Criminalis Theresiana, prin frângerea cu roată. În ziua de 28 februarie, ora 9:00, a început procesiunea execuției. Horea și Cloșca au fost transportați în două care separate, având alături până în momentul execuției pe preotul Rațiu de la Biserica din Maierii Bălgradului. Procesiunea era încadrată de un escadron de cavalerie de Toscana și aproximativ de 300 de pedestrași și husari. Pe Dealul Furcilor (astăzi Dealul lui Horea), în jurul podiumului amenajat, au fost aduși cu forța între 2.500-3.000 de iobagi români, câte trei tineri și trei bătrâni, din peste 400 de sate din cele patru comitate apropiate, unde s-au desfășurat principalele evenimente ale răscoalei.

Execuția prin tragere pe roată s-a desfășurat după un ritual dinainte stabilit. Mai întâi a fost executat Cloșca care a primit 20 de lovituri, în timp ce Horea asista în picioare. A urmat Horea, căruia i-au dat 4 lovituri prin care i-au zdrobit picioarele, apoi călăul, pe nume Grancea Rakoczi din Alba Iulia, i-a zdrobit pieptul și după alte 8-9 lovituri și-a dat sufletul. Conform sentinței, organele interne au fost îngropate pe Dealul Furcilor, iar corpurile le-au fost tăiate în 4 părți și puse în țeapă în cele mai importante localități din comitatele Alba și Hunedoara pentru intimidarea poporului autohton din Transilvania. Corpul lui Crișan a fost tratat în aceeași manieră.
Răsplata promisă și dată de împăratul de la Viena pentru cei care s-au implicat în prinderea conducătorilor răscoalei a fost imediată. Din lucrarea academicianului David Prodan, „Răscoala lui Horea“, volumul II, reiese că cei șapte țărani moți care i-au prins pe Horea și Cloșca urmau să primească 600 galbeni (n.r. monedă de aur) și să fie eliberați din iobăgie, iar pădurarul responsabil de planul prinderii 100 de galbeni. Premiați urmau să fie și țăranii români care l-au trădat pe Crișan, cu 30 de galbeni, dar și o medalie de aur pentru protopopul ortodox Iosif Adamovici și 70 de galbeni pentru cei care au participat de prinderea lui Crișan. „Dar pentru ca această recompensă să-și atingă în cel mai înalt grad scopul, se știe că împărțirea premiilor s-a efectuat cu solemnitatea necesară, în prezența mulțimii care se adună obișnuit în zilele de târg“, notează David Prodan.

## Urmările și ecourile răscoalei
Conform ordinului împăratului, ca “toți românii care vor fi neîndoios cunoscuți că au comis maltratări, să fie mutați cu vitele și ustensilele lor”, sute de moți au fost strămutați în Banat și Bucovina.

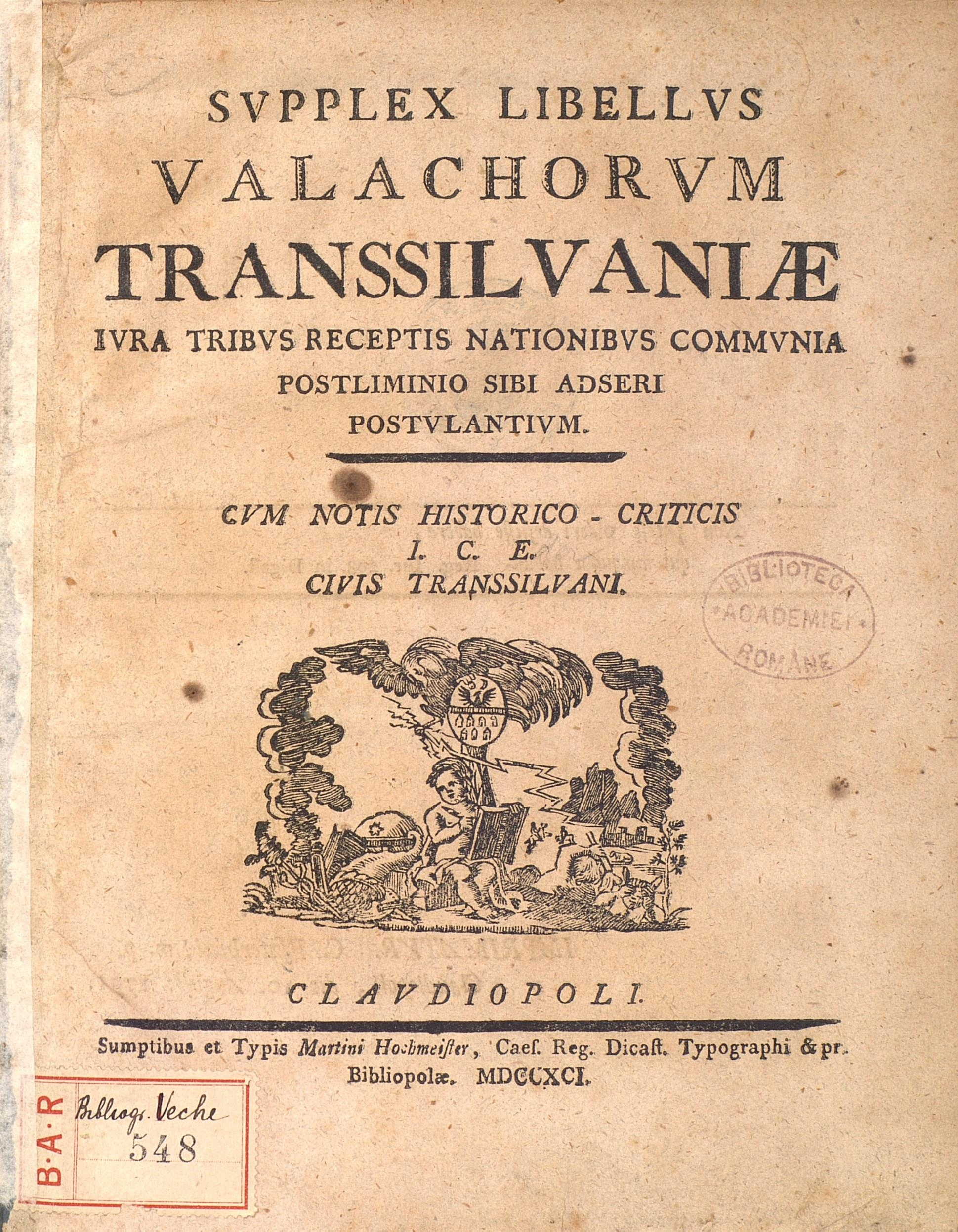
Prima ediție a documentului Supplex libellus valachorum, publicat la Cluj în 1791

Moților li se acordă libertatea pășunatului, scutirea de cărăușie, desființarea servituții personale și a legării de glie (august 1785), căsătorii fără consimțământul nobilului și dreptul la învățătură.
Răscoala a avut un larg ecou în străinătate. Din Austria până în Portugalia, din Germania până în Italia s-au publicat broșuri, calendare, articole de presă, rapoarte diplomatice, gravuri privind liderii răscoalei. Unii oameni de cultură și filosofi au apărat și explicat acțiunea țăranilor. Lui Horea i s-a atribuit, cu precădere de către presa europeană, gândul de a reface Dacia, fiind chiar numit "Rex Daciae". Arhivat în 9 noiembrie 2013, la Wayback Machine. În îndepărtatul Stockholm, revolta țăranilor ardeleni conduși de Horea a fost urmărită prin dese corespondențe cu Viena, Sibiu și alte centre europene. Decenii mai târziu, povestea răsculaților a fost transpusă într-o piesă de spectacol, numită Horia și Cloșca sau banda lotrilor din Ardeal, jucată în mai multe orașe suedeze.